# 현대자동차 체코 공장
현대자동차 체코 공장 (영어: Hyundai Motor Manufacturing Czech, HMMC)은 체코 모라바슬레스코 주 노쇼비체 공업지대에 위치한 제조 공장이다.

## 상세
현대자동차 체코 공장은 2005년 12월 공장부지 선정 후 2006년 5월 체코 정부와 투자 협정을 체결했다. 이후 2008년 11월 생산설비 구축을 완료하고 본격적인 양산에 들어갔다. 현대자동차 체코 공장 건설 시 환경을 최우선으로 진행됐다. 건설 지역 내에 존재하던 1,000여 그루의 나무를 옮긴 후 공사가 진행되었으며, 완공 후 원래 위치에 복원되었다.
현대자동차 체코 공장은 현재 유럽 내에서 가장 현대적인 자동차 제조업체 중 하나로 간주되고 있다. 또한, 2020년 3월 현대자동차 체코 공장은 코나 일렉트릭 생산을 시작했으며, i30와 투싼을 생산했던 라인과 동일한 라인에서 생산된다.

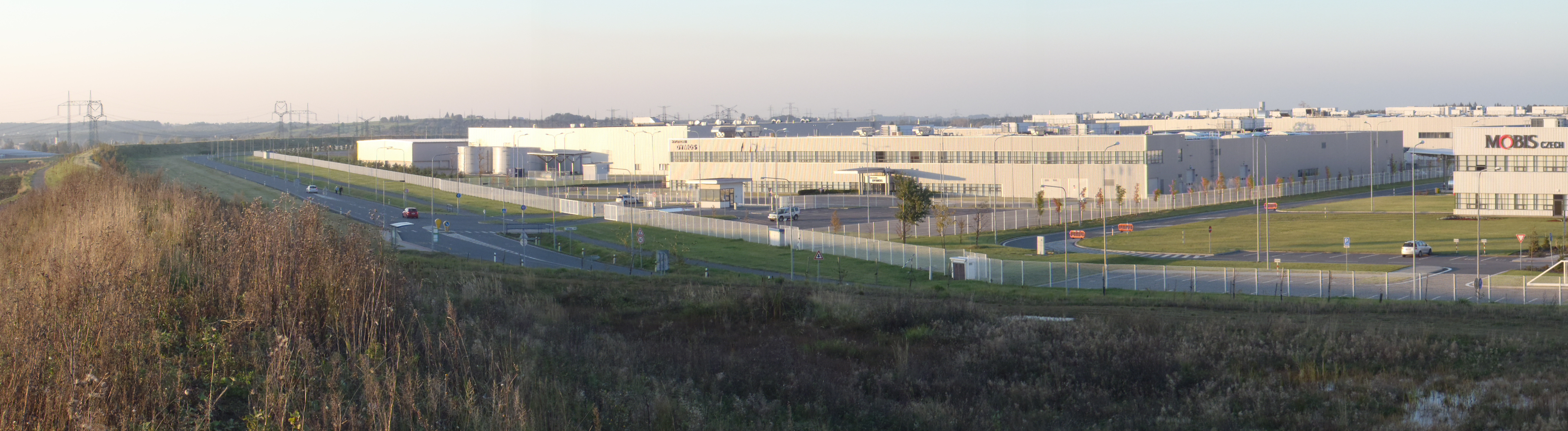
Factory of the Hyundai Motor Company in Nosovice

2022년, 현대자동차 체코 공장은 탄소중립 계획에 따라 친환경 공장으로 전환한다. 재생 에너지원을 통해 생산된 전기로만 가동 중이다.
현대자동차의 여러 해외 공장 중 현대자동차 체코 공장은 대당투입시간(HPV), 생산 편성 효율, 생산 합격률 등에서 상위권을 차지하고 있다. 2021년 기준 현대자동차 체코 공장의 HPV는 평균 16.8시간이며, 시간당 생산량(UPH)은 57대이다.
2022년 12월 12일, 현대자동차 체코 공장 관련 투어 영상이 공개됐다. 프레스, 차체조립, 도장, 의장 등 차량 생산 과정을 확인 할 수 있으며, 철도 상차장 및 출고 대기장까지 영상에 담았다.
| 구분           | 상세       |
| -------------- | ---------- |
| 면적(ha)       | 200        |
| 총 투자금(EUR) | 15억 5천만 |
| 직원 수(명)    | 3,300      |
| 체코 시민(%)   | 96         |
| 남녀 비율(%)   | 82 / 18    |
| 연간 제조(대)  | 350,000    |

## 차종
| 이미지 | 차종               |
| ------ | ------------------ |
|        | 현대 i30           |
|        | 현대 ix20          |
|        | 현대 투싼          |
|        | 현대 코나 일렉트릭 |

## 같이 보기
- 현대자동차
- 기아
- 제네시스
- 현대자동차그룹